# Bendada
Bendada ist eine Gemeinde (Freguesia) im portugiesischen Kreis Sabugal. In ihr leben 473 Einwohner (Stand 19. April 2021).